# ومیسلیتسه
ومیسلیتسه (به لاتین: Vémyslice) یک منطقهٔ مسکونی در جمهوری چک است که در شهرستان زنویمو واقع شده‌است.
 ومیسلیتسه ۱۲٫۳۵ کیلومتر مربع مساحت و ۷۰۲ نفر جمعیت دارد و ۲۵۵ متر بالاتر از سطح دریا واقع شده‌است.